# Moscovien
| Systeem                                                              | Subsysteem (NW-Europa) | Etage (NW-Europa) | Serie (ICS)   | Etage (ICS) | Ouderdom (Ma) |
| -------------------------------------------------------------------- | ---------------------- | ----------------- | ------------- | ----------- | ------------- |
| Perm                                                                 | Rotliegend             | Autunien          | Cisuralien    | Asselien    | jonger        |
| Carboon                                                              | Silesien               | Stephanien        | Pennsylvanien | Gzhelien    | 298,9–303,7   |
| Carboon                                                              | Silesien               | Westfalien        | Pennsylvanien | Kasimovien  | 303,7–307,0   |
| Carboon                                                              | Silesien               | Westfalien        | Pennsylvanien | Moscovien   | 307,0–315,2   |
| Carboon                                                              | Silesien               | Westfalien        | Pennsylvanien | Bashkirien  | 315,2–323,2   |
| Carboon                                                              | Silesien               | Namurien          | Pennsylvanien | Bashkirien  | 315,2–323,2   |
| Carboon                                                              | Silesien               | Mississippien     | Serpukhovien  | 323,2–330,9 |               |
| Carboon                                                              | Dinantien              | Mississippien     | Viséen        | Viséen      | 330,9–346,7   |
| Carboon                                                              | Dinantien              | Mississippien     | Tournaisien   | Tournaisien | 346,7–358,9   |
| Devoon                                                               | Boven                  | Famennien         | Boven         | Famennien   | ouder         |
| Indeling van het Carboon gebruikt in Noord-Europa en volgens de ICS. |                        |                   |               |             |               |

Het Moscovien is in de geologische tijdschaal van de ICS een etage in het Boven-Carboon (Pennsylvanien). Het heeft een ouderdom van 315,2 ± 0,2 tot 307,0 ± 0,1 Ma. Het Moscovien volgt op het Bashkirien en wordt opgevolgd door het Kasimovien. Het komt in de Europese indeling van het Carboon overeen met een gedeelte van het Westfalien.

## Naamgeving en definitie
Het Moscovien is genoemd naar Moskou en werd in 1890 geïntroduceerd door de Russische stratigraaf Sergei Nikitin (1850 - 1909) op basis van brachiopoden.
De basis van het Moscovien wordt gelegd bij het eerste voorkomen van de conodonten Declinognathodus donetzianus en Idiognathoides postsulcatus of de fusulina-soort Aljutovella aljutovica. De top ligt bij de basis van de zone van Obsoletes obsoletes en Protriticites pseudomontiparus (soorten fusulinen), of het eerste voorkomen van het ammonieten-geslacht Parashumardites.
Er was in 2008 nog geen GSSP vastgelegd. Een voorstel is om het eerste voorkomen van de conodont Diplognathodus ellesmerensis te gebruiken, maar omdat deze soort relatief zeldzaam is en haar evolutie relatief onbekend is dit voorstel nog niet geaccepteerd.

## Onderverdeling
In het Europese deel van Rusland en andere delen van Oost-Europa, waar de etage werd gedefinieerd, wordt ze in vier regionale subetages onderverdeeld: Vereiskien, Kashirskien, Podolskien, and Myachkovskien.
Het Moscovien kan daarnaast door biostratigrafie van conodonten in vijf biozones worden verdeeld:
- Zone van Neognathodus roundyi en Streptognathodus cancellosus
- Zone van Neognathodus medexultimus en Streptognathodus concinnus
- Zone van Streptognathodus dissectus
- Zone van Neognathodus uralicus
- Zone van Declinognathodus donetzianus